# ستيف يونغ (سياسي)
ستيف يونغ هو سياسي كندي، ولد في 17 مايو 1969 في ألبرتا في كندا. حزبياً، نشط في الرابطة التقدمية المحافظة في ألبرتا ‏. وقد انتخب عضو الجمعية التشريعية ألبرتا.